# Theodora Kantakouzene (sultanhustru)
Theodora Kantakouzene , död efter 1381, var en bysantinsk prinsessa, gift med den osmanske sultanen Orhan.
Hon var dotter till den bysantinska kejsaren Johannes VI Kantakouzenos och Irene Asanina.  Hon gifte sig år 1346 med den osmanske sultanen Orhan som hans femte hustru i ett politiskt äktenskap, som hade arrangerats för att sluta en allians mellan hennes far och osmanerna under det bysantinska inbördeskriget mot Anna av Savojen. 
Hon konverterade inte till islam och behöll sitt eget namn. Hon återvände till Bysans för ett besök 1347, men levde sedan i det osmanska haremet under resten av sin makes levnadstid. Hon födde en son, Şehzade Halil (d. 1362), som senare blev bortgift med hennes systerdotter, och beskyddade de kristna i makens rike. 
År 1362 blev hon änka och hennes son mördades av hennes styvson Murad I, som tog över tronen. Theodora Kantakouzene själv återvände till det bysantinska kejsarhovet i Konstantinopel och bosatte sig med sin syster Helena Kantakouzene. Hon nämns sist år 1381. 